# Miami Dolphins 2005
La stagione 2005 dei Miami Dolphins è stata la numero 40 della franchigia, la trentaseiesima nella National Football League. La squadra arrivava da un record di 4-12 nel 2004 e, grazie alla vittoria di tutte le ultime sei partite, salì a un record di 9-7.

## Calendario

### Stagione regolare
| Turno | Data               | Avversario             | Risultato          | Pubblico           |
| ----- | ------------------ | ---------------------- | ------------------ | ------------------ |
| 1     | 11/9               | Denver Broncos         | V 34–10            | 72.324             |
| 2     | 18/9               | @ New York Jets        | S 17–7             | 77.918             |
| 3     | 25/9               | Carolina Panthers      | V 27–24            | 72.288             |
| 4     | Settimana di pausa | Settimana di pausa     | Settimana di pausa | Settimana di pausa |
| 5     | 9/10               | @ Buffalo Bills        | S 20–14            | 72.160             |
| 6     | 16/10              | @ Tampa Bay Buccaneers | S 27–13            | 65.168             |
| 7     | 21/10              | Kansas City Chiefs     | S 30–20            | 68.350             |
| 8     | 30/10              | @ New Orleans Saints   | V 21–6             | 61.643             |
| 9     | 6/11               | Atlanta Falcons        | S 17–10            | 72.187             |
| 10    | 13/11              | New England Patriots   | S 23–16            | 73.405             |
| 11    | 20/11              | @ Cleveland Browns     | S 22–0             | 72.773             |
| 12    | 27/11              | @ Oakland Raiders      | V 33–21            | 49.097             |
| 13    | 4/12               | Buffalo Bills          | V 24–23            | 72.051             |
| 14    | 11/12              | @ San Diego Chargers   | V 23–21            | 65.026             |
| 15    | 18/12              | New York Jets          | V 24–20            | 72.650             |
| 16    | 24/12              | Tennessee Titans       | V 24–10            | 72.001             |
| 17    | 1/1                | @ New England Patriots | V 28–26            | 68.756             |